# 1997 في الهند
فيما يلي قوائم الأحداث التي وقعت خلال عام 1997 في الهند.

## سياسة

### تعيين في المنصب
- 25 يوليو – ك. ر. نارايانان رئيس الهند.

### انتهاء فترة المنصب
- 24 يوليو – ك. ر. نارايانان نائب رئيس الهند.
- 25 يوليو – شانكار دايال شارما رئيس الهند.

## أفلام
من الأفلام التي صدرت هذه السنة في الهند:
- 1 يناير – بلد اجنبي من إخراج سوباش جاي.
- 1 يناير – جنون الحب من إخراج ياش تشوبرا.
- 1 يناير – كويلا من إخراج راكيش روشان.

## كتب
من الكتب التي صدرت هذه السنة في الهند:
- 1 يناير – إله الأشياء الصغيرة من تأليف أرونداتي روي.

## مواليد

### مارس
- 9 مارس – دارشيل سفاري ممثل هندي.

### مايو
- 14 مايو – مانوشي تشولار